# Wolfgang Dobras

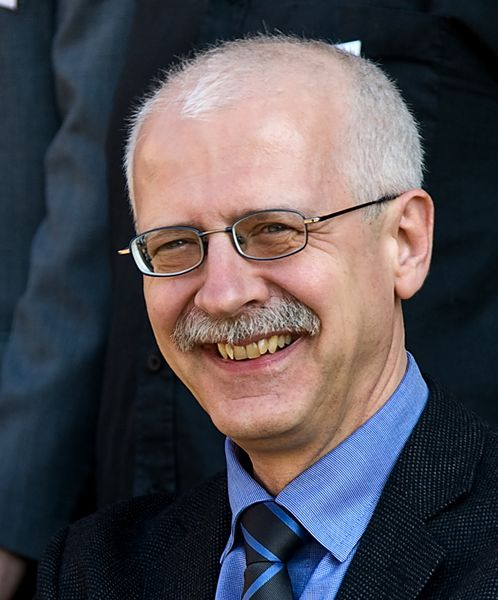
Wolfgang Dobras aufgenommen von Ernst-Dieter Hehl im Jahr 2011.

Wolfgang Dobras (* 1960) ist ein deutscher Historiker und Archivar.
Wolfgang Dobras studierte ab 1979 Geschichte und Latein an der Universität Konstanz, wo er 1990 bei Horst Rabe promoviert wurde. Anschließend war er von 1991 bis 1993 Archivreferendar am Landesarchiv Berlin und besuchte die Archivschule Marburg. Seit 1993 ist er am Stadtarchiv Mainz tätig, das er seit 2003 leitet. Seit 2004 hat er einen Lehrauftrag am Historischen Seminar der Universität Mainz, 2013 wurde er zum Honorarprofessor an der Universität Mainz ernannt. 
Seine Hauptforschungsgebiete sind die Stadt- und Kirchengeschichte des Spätmittelalters und der Frühen Neuzeit sowie die Mainzer Numismatik. Er ist in seiner Eigenschaft als Stadtarchivar Redakteur der Mainzer Zeitschrift sowie der Beiträge zur Geschichte der Stadt Mainz. 

## Veröffentlichungen (Auswahl)
- Konstanz zur Zeit der Reformation. In: Martin Burkhardt, Wolfgang Dobras, Wolfgang Zimmermann: Konstanz in der frühen Neuzeit. Reformation – Verlust der Reichsfreiheit – Österreichische Zeit (= Geschichte der Stadt Konstanz. Band 3). Konstanz 1991, S. 11–146.
- Ratsregiment, Sittenpolizei und Kirchenzucht in der Reichsstadt Konstanz 1531–1548. Ein Beitrag zur Geschichte der oberdeutsch-schweizerischen Reformation (= Quellen und Forschungen zur Reformationsgeschichte. Band 59), Gütersloh 1993 (Dissertation).
- Die kurfürstliche Stadt bis zum Ende des Dreißigjährigen Krieges (1462–1648). In: Franz Dumont, Ferdinand Scherf, Friedrich Schütz (Hrsg.): Mainz. Die Geschichte der Stadt. Mainz 1998, S. 227–263.
- Münzen der Mainzer Erzbischöfe aus der Zeit der Staufer. Katalog der Brakteaten im Münzkabinett des Stadtarchivs Mainz (= Beiträge zur Geschichte der Stadt Mainz. Band 34). Mainz 2005.